# Château de Villeneuve-Saint-Germain
Pour les articles homonymes, voir Château Saint-Germain.
Le château de Villeneuve-Saint-Germain est un château situé à Villeneuve-Saint-Germain, en France.

## Description
Ce château est en fait une construction récente (1919/1920). C'est un grand édifice en pierre et briques rouges fait à la demande de la femme du propriétaire de l'époque, la comtesse Consuelo de La Rochefoucauld, née de Maillé de la Tour Landry.

## Localisation
Le château est situé sur la commune de Villeneuve-Saint-Germain, dans le département de l'Aisne.

## Historique
Le monument est inscrit au titre des monuments historiques en 2006.